# Christine Lidon
Pour les articles homonymes, voir Lidon (homonymie).
Christine Lidon, née le 29 septembre 1961 à Nice, est une auteure-compositrice, chanteuse et musicienne française. Elle est la première femme élue présidente de la SACEM, en juin 2023.

## Biographie

### Débuts
Christine Lidon se fait d'abord connaître sur la scène rock française des années 1980 avec le groupe niçois Les Bandits, dont elle est bassiste et chanteuse, et leur 45 tours Barbe Bleue.
Le groupe connaît plusieurs changements :
- 1981 : Jean-Marc Mannuci (guitare) – Bernard Segard (guitare) – Christine Lidon (chant, basse) – Thierry Niro (batterie)
- 1983 : Patrick Giordano (guitare) – Christine Lidon (chant, basse) – Thierry Niro (batterie)
- 1985 : Patrick Giordano (guitare) – Christine Lidon (chant, basse) – Thierry Niro (batterie) – Christophe Bonnebouche (claviers) – Dorian (guitare)

### Suite de la carrière

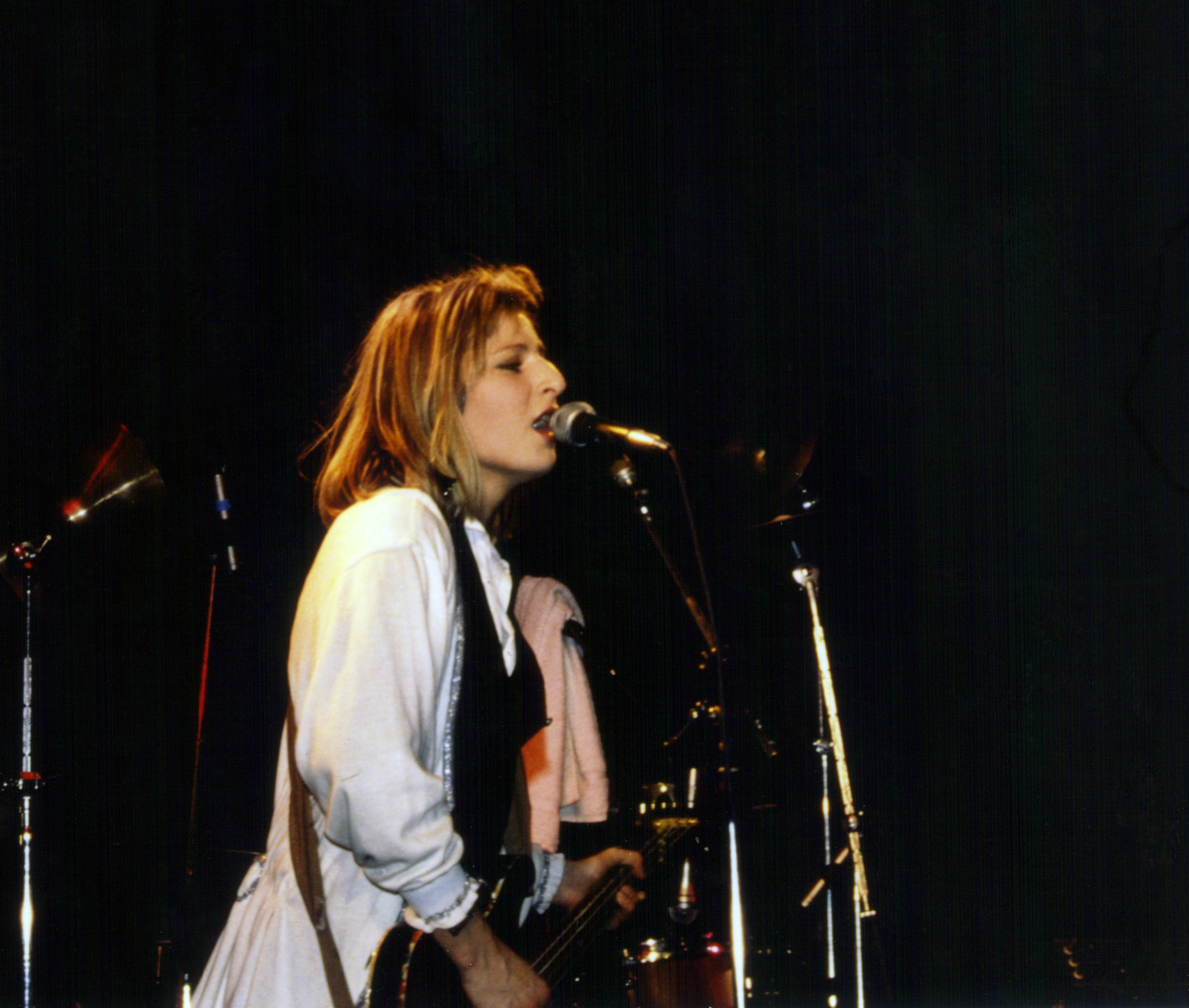
Christine Lidon en concert à Orléans avec Les Bandits (circa 1987).

En 1987, Christine Lidon entame une carrière solo avec l'album Avalanches qui sort en 1989 chez Philips puis Feu ! en 1994.
Après avoir collaboré avec Axel Bauer sur l'album Sentinelles et notamment la chanson Le Voyageur, elle se fait remarquer par l'écriture des textes du premier album du groupe Native (400 000 exemplaires écoulés) dont le hit Si la vie demande ça, classé 9e au Top 50 en 1993. Elle poursuit l'écriture de chansons avec Calogero, David Hallyday, Lara Fabian, Nolwenn Leroy, Sylvie Vartan et bien d'autres.
En 1995, elle entreprend un tour du monde en solitaire de Mexico à Tokyo en passant par Los Angeles, San Francisco, Tahiti où elle est initiée au ukulélé. Suivront Sydney avec la rencontre de la chanteuse Renée Geyer, avec qui elle enregistre un duo ; puis Bali, la Thaïlande, le Cambodge, le Vietnam, Hong Kong, la Chine. À Tokyo, elle retrouve la guitariste Delphine Ciampi et participe à l'album de son groupe japonais Pilar Stupa.
En 2007, elle se tourne vers le spectacle vivant en participant à la création musicale du cirque équestre Ô cirque, avec plus de 80 dates en France et à Madrid.
En 2008, elle retourne vivre à Nice et intègre le centre d'art contemporain La Station où elle est résidente permanente.
Elle lance des ateliers de création de chanson pour les enfants de 5 à 17 ans : Dessine-moi une chanson. En 2013, elle se joint à l'association Il Était Un Truc pour la création de Ballade en sons et images.
En 2012, elle forme un duo avec Olivier Debos autour des textes d'Henri Michaux.
En 2015, elle sort un nouvel album Vers la mer avec son groupe Les Blondes, dont elle est guitariste et chanteuse, réalisé par Henry Padovani, guitariste de la formation originelle de Police.
Elle suit un cycle de hautes études européennes à l'École nationale d'administration.[Quand ?][réf. nécessaire]
En 2016 a lieu la création musicale de la pièce Vaccum Cleaner écrite par Johanna Piraino, jouée en mars au théâtre national de Nice avec Elise Clary et Caroline Duval, dans une mise en scène de Philippe Sohier et Delphine Zana.
Elle s'associe à Caroline Duval, art-thérapeute spécialiste de la petite enfance pour créer un spectacle jeune public autour de l'histoire du rock, Concert rock pour BB mais pas que....

### Responsabilités institutionnelles
Depuis 2013, Christine Lidon est membre du conseil d'administration de la SACEM.
En septembre 2020, elle devient membre du conseil professionnel du Centre national de la musique.
En juin 2023, elle est la première femme élue à la présidence de la SACEM,  pour un an.

## Discographie

### Simples (avec les Bandits)
- 1983 - Millionaire / Barbe Bleue / T'attends pour rien - auto-produit[15]
- 1984 - Barbe Bleue / Toutes les nuits - Réflexes[3]

### Simples (solo)
- 1987 - Au fond des routes / Serre-moi fort - Philips[16]
- 1988 - Avalanche / Les fleurs du soleil - Philips[17]
- 1990 - Je suis venue te chercher / Une étoile égarée (Philips)[18]
- 1994 - La grâce / Beaucoup plus tendre - Chrysalis
- 1994 - Je ne réponds plus de moi / Sous une flamme - Chrysalis

### Collaborations
- Daniel Lavoie
- André Manoukian
- Laurent Ganem
- Les Infidèles
- Laurent Marimbert
- Calogero[19]
- David Hallyday[19]
- Jane Fostin[19]
- Jessica Marquez[19]
- Knez[19]
- Lara Fabian[19]
- Mireille Mathieu[19]
- Nolwenn Leroy[19]
- Sylvie Vartan[19]
- Native[6]
- Axel Bauer[20]
- Graziella de Michele[21]
- Les Fils de joie[21]
- Ô cirque
- Olivier Debos
- Christophe Alévêque
- Florence Foresti
- Johanna Piraino
- Caroline Duval